# 興隆安定祠
興隆安定祠位於四川省涼山州冕寧縣，文物遺址年代判定為清。2012年7月16日公佈為第八批四川省文物保護單位。
興隆安定祠又名胡家祠堂，位於四川省冕寧縣先鋒鄉興隆村，建於清同治十二年（1873）。安定祠為復四合院佈局，由門廳、過廳、正房、耳房及左右廂房組成，建築面積900平方米。門廳穿鬥式土木結構，重簷歇山頂，面闊5間進深2間，素面台基高1.2米，柱礎六邊形，三級踏道。二殿為穿鬥式土木結構，單簷懸山頂，面闊3間進深2間。大殿為台梁、穿鬥相結合土木結構，單簷懸山頂，面闊5間22米，進深兩間13.2米，通高7米。素面台基高0.8米，柱礎六邊形，三級踏道。左右廂房各面闊6間，進深1間。大殿隔扇雕刻精美，有動物、花卉等精美木雕圖案。大殿梁架上題記“大清同治拾貳年玖月”。興隆安定祠建築保存完整、雕刻精美，具有一定的歷史、藝術和科學價值。第三次全國文物普查新發現。